# Phorbia soyosana
Phorbia soyosana är en tvåvingeart som beskrevs av Suh och Kae Kyoung Kwon 1985. Phorbia soyosana ingår i släktet Phorbia och familjen blomsterflugor.
Artens utbredningsområde är Sydkorea. Inga underarter finns listade i Catalogue of Life.